# 西寒多神社
33°10′22″N 131°35′54″E / 33.17275°N 131.59839°E
西寒多神社（日语：／ Sasamuta-jinja */?）是日本大分縣大分市寒田的神社，社格是式內大社、豐後國一宮、國幣中社和別表神社，祭神是西寒多大神，別當寺是靈山寺。氏子方面，根據《日本社寺大觀》記載是約600戶，《式內社調查報告》和《神社名鑑》均稱是107戶，崇敬者有12,100人，《全國神社名鑒》則指是125戶，崇敬者有53,225人。文化財方面，萬年橋是大分縣指定文化財，神庫和山紫藤則是大分市指定文化財。

## 歷史
神社位於本宮山（西寒多山）東北面的山麓，地處寒田川中游。根據《西寒田神社緣起》記載，神社最初位於西寒多山的山頂上，後來才遷至山麓。行政區劃方面，神社原屬豐後國大分郡稙田鄉，後為早田莊（又稱稙田莊、植田莊）、寒田村和大分町，大字是寒田，字是神木。根據《大分郡志》記載，神功皇后在三韓征伐的歸途時行幸西寒多山，在一處地方插下白旗後離去。其後，人們將該處以瑞垣圍起，並且視為聖地，最終在應神天皇9年，由奉敕許的武內宿禰親自前往豐後國興建宮殿而創立。7世紀中，為了支援百濟的藤原鎌足在豐前國仲津郡停留時，受到託夢而前往參拜神社，不但修復老化的社殿，還奉納太刀一把以及八幡舞面至神社。
貞觀11年3月22日（869年5月7日），根據《日本三代實錄》記載，神社從無位敘為從五位下。其後，神社在《延喜式神名帳》中為式內大社，盡管《延喜式》九條本、武田本和吉田本均稱神社位於大分郡，《豐後國志》和《太宰管內志》卻指《延喜式》中的神社是位於大野郡，相對於大分郡的論社，大野郡的論社則是位於犬飼町大字西寒田的西寒多神社。根據《豐後國志》和《太宰管內志》等記載，大分郡的西寒多神社是在應永15年（1408年）3月由大友親世遷移自大野郡的西寒多神社，安永10年（1781年）的神社緣起則指大分郡的西寒多神社與柞原八幡宮為同一神社。對此，秦政博否定神社遷移自大野郡以及與柞原八幡宮為同一神社的說法，並且反指以《延喜式》記載與本宮山的關連來推測，西寒田的西寒多神社才是大分郡西寒多神社的分靈。
一宮方面，神社雖然被《大日本國一宮記》、《豐後國志》、《太宰管內志》、《古事類苑》和《神道史》等文獻視為豐後國一宮，但是古代和中世的文獻僅視柞原八幡宮為豐後國一宮，《角川日本地名大辭典》推測西寒多神社的豐後國一宮稱號是源於兩者曾經被視為同一神社而來，甚至可以說是神社在明治4年（1871年）獲列為國幣中社的遠因。其後，神社在天和4年（1684年）、享保6年（1721年）、延享3年（1746年）和寶曆10年（1760年）先後興建和修復社殿。明治4年5月14日（1871年7月1日），神社獲列為國幣中社。1948年9月30日，神社本廳制定「幹部和職員去留相關規定」（役職員進退に関する規程，《規程第15號》），神社列於其中第五條提到的「記載於別表的神社」（別表に掲げる神社）之內，即別表神社。

## 境內
- 境內
- 左前方建築是中門，深處是本殿，外圍是透塀
- 拜殿

根據《日本社寺大觀》記載，神社境內面積達5842坪（約19312.4平方），《神社名鑑》和《式內社調查報告》稱是4049坪（約13385.12平方），《全國神社名鑒》則指是5349坪（約17682.64平方），神社官方稱是26,506平方米。祭神是西寒多大神（月讀尊、天照皇大御神和天忍穗耳命）、相殿是應神天皇、神功皇后和武內宿禰，殿內所在諸神是伊弉諾大神、伊弉冉大神、大直日大神、神直日大神、天思兼大神、大歲大神、倉稻魂大神、軻遇突智大神、天兒屋根命和經津主神。本殿佔地8坪（約26.45平方），為三間社流造建築，出入口位於正中央，左右是蔀戶，建有三間向拜，屋頂則有千木和堅魚木，本殿與中門均建於透塀內，中門則為長寬各一間的切妻造妻入建築。幣殿和拜殿佔地24坪（約79.34平方），拜殿為正面三間，側面二間的入母屋造平入建築，正面建有千鳥破風和軒唐破風。
- 神樂殿
- 嚴島神社
- 合併社
- 本宮社

境內也有萬年橋、藤棚、手水舍、佔地36坪（約119.01平方）的社務所、觀音堂、鳥居、札所、佔地12坪（約39.67平方）的神樂殿、東西回廊、精靈殿、神庫、相撲場和遙拜所等等。其中，萬年橋又名太鼓橋，由寒田村庄屋佐藤氏發起，大野郡的石工後藤氏等人在文久2年（1862年）建成，為長23米，寬3.85米的石拱橋。藤棚高3米，樹圍2.米，樹齡達450年，相傳是當地居民為了供奉御酒至社殿而興建酒造所時種下，藤棚在1974年2月1日獲指定為大分市名木。神庫建於應永15年，1886年6月改建，為長5.7米，寬4.8米的入母屋造瓦屋校倉造建築，屬高床建築，在大分縣內並不常見。此外，境內社有伊勢社、嚴島神社、合併社、菅原社、大分社和繰生社，境外攝社則是本宮社。

## 祭事
| 御神衣祭（每隔33年的例祭當天） 神幸大祭（每隔3年的4月1日和4月2日或4月第一個星期六和星期日） 月次祭（每月1日） |                                       |     |                           |      |                                        |
| 1月 | 元旦祭（1月1日）                      | 5月 | 藤祭（5月3日至5月5日）    | 9月  | —                                      |
| 2月 | 厄除星祭（2月1日至2月3日）            | 6月 | 大祓式（6月30日）         | 10月 | 本宮秋祭（10月20日）                   |
| 3月 | 祈年祭（3月15日） 本宮春祭（3月20日） | 7月 | 夏越祭（7月最後的星期日） | 11月 | 新嘗祭（11月23日）                     |
| 4月 | 例祭（4月15日）                       | 8月 | —                         | 12月 | 大祓、除夜祭、古守札燒納祭（12月31日） |

御神衣祭是替16座神像更衣的祭事，祭事當天由禰宜拿住裝有神衣的箱子登上神殿，宮司則在神前打開箱子，並且在拍手後奏上祝詞，最後在內陣完成更衣儀式。儀式結束後，禰宜等人負責獻上神饌，宮司則再次奏上祝詞。16套神衣中，三套以白色的綸子製成，分別長1尺2寸（約0.36）、8寸（約0.24）和5寸（約0.15），形同小孩的單衣。其餘13套則以布製小忌衣製成。近年，除了更衣外，也同時翻新神殿的各種裝飾和物品。
神幸大祭是舉行神幸的祭事。根據享保3年3月28日的《豐後國一宮西寒多神社之略記》記載，神社在以前曾有約50町（約0.5平方公里）神領，分佈於檀原村、鴛野村、光吉村、宗方村和寒田村等地，其中氏子地區的寒田村、檀原村和光吉村寄進了三座神輿。神輿製於1878年和1880年，在祭事當天從神社出發，經過寒田川抵達御旅所寒田公民館前廣場，並且停留一晚，眾人歡度至深宵。翌日，神輿會巡遊三個氏子地區，並且在途中接受款待，在徬晚渡過寒田川進入境內後踏火，最終回到本殿。

## 文化財
| 名稱   | 指定類別         | 指定日期     |
| ------ | ---------------- | ------------ |
| 神庫   | 大分市指定文化財 | 1974年1月9日 |
| 山紫藤 | 大分市指定文化財 | 1974年1月9日 |
| 萬年橋 | 大分縣指定文化財 | 1980年4月8日 |

## 註解
1. ↑  西寒田現為大分縣豐後大野市犬飼町西寒田[10]。
2. ↑  也有應永10年的說法[9]。
3. ↑  檀原現為大分市旦野原、敷戶東町、敷戶北町、敷戶西町、敷戶南町、高江北、高江中央、高江西、高江南、敷戶台和星和台（日语：大分町）的各一部分。鴛野現為大分市鴛野、敷戶新町、敷戶西町、敷戶南町、敷戶台、星和台和芳河原台（日语：大分町）的各一部分。光吉現為大分市光吉（日语：大分町）。宗方現為大分市上宗方和下宗方（日语：大分町）[10]

## 外部連結
- . 西寒多神社.   [2023-06-05]. （原始内容存档于2023-08-13） （日语）.
- YouTube上的頻道
- . 大分縣商工觀光勞動部觀光局觀光誘致促進室.   [2023-06-05]. （原始内容存档于2023-06-04） （日语）.
- . 大分市觀光協會.   [2023-06-05]. （原始内容存档于2023-06-05） （日语）.
- . 全國一之宮巡拜會.   [2023-06-05]. （原始内容存档于2023-06-04） （日语）.